# L'enemiga pública número 1
L'enemiga pública número 1 (títol original: Public Enemies) és una pel·lícula de 1996 dirigida per Mark L. Lester. La pel·lícula se centra en la figura dels anys 30 Kate "Ma" Barker i els seus fills criminals. La pel·lícula va ser filmada a Guthrie, Oklahoma. Ha estat doblada al català.

## Argument
Abusada sexualment pels seus germans, Kate Barker fuig en veure's implicada en el contraban d'alcohol. Es casa amb el decent George Barker i dona a llum a quatre fills, Herman, Arthur ("Doc"), Lloyd i Freddie. Kate anima els seus fills perquè cometin delictes.
Aviat es converteixen en notoris delinqüents. El líder de l'FBI, J Edgar Hoover, posa a l'agent Melvin Purvis a treballar en el cas. Mentrestant Alvin Karpis s'uneix a la colla. Un dels robatoris deixa a un dels fills de Barker mort, Herman, i un altre, Freddie, és capturat. Arthur Dunlop, un guàrdia de presó corrupte, ajuda a Freddie a escapar i es converteix en l'amant de la mare. Dunlop planeja un segrest que els donarà 100.000 dòlars però gairebé surt malament a causa de la seva incompetència. Per això, la colla l'assassina, i també assassinen a un altre soci incompetent. En aquella època, Purvis està al darrere d'ells. Lloyd i Arthur són arrestats a Chicago, i Ma i Freddie són assassinats en un tiroteig a Florida.

## Repartiment
- Theresa Russell - Ma Barker
- Eric Roberts - Arthur Dunlop
- Alyssa Milano - Amaryllis
- James Marsden - Doc Barker
- Richard Eden - George Barker
- Joe Dain - Lloyd Barker
- Gavin Harrison - Freddie Barker
- Joseph Lindsey - Herman Barker
- Brian Peck - J. Edgar Hoover
- Dan Cortese - Melvin Purvis
- Grant Cramer - Samuel P. Cowley
- Frank Stallone - Alvin Karpis
- Rex Linn - Al Spencer
- Leah Best - Ma Barker, de jove

## Crítica
"Entretingut lliurament protagonitzat per Russell en el paper d'una mare i els seus joves fills que atraquen tots els bancs que es creuen en el seu camí. Encara que és una miqueta increïble, es deixa veure"